# Holophonics
Holophonics是一項錄音技術的商標，該種技術由阿根廷人烏戈·蘇查雷利（西班牙語：Hugo Zuccarelli）所發明，其令聽覺系統充當干涉儀，從而能讓聲音得到立體空間音響效果。Holophonics的聲音特徵儘管能夠證明用普通的2聲道立體聲喇叭也有效，但透過耳機最能夠清晰地聽出來。為了優化這種效果，揚聲器也被特別設計以重現波場合成（Wave field synthesis，WFS）錄音。Holophonic意思是「全體聲音的」。

## 外部連結
- Acoustic Integrity（页面存档备份，存于） — 烏戈·蘇查雷利的官方網站。內有Holophonics的聲音範例。